# Parablabicentrus
Parablabicentrus is een kevergeslacht uit de familie van de boktorren (Cerambycidae). De wetenschappelijke naam van het geslacht werd voor het eerst geldig gepubliceerd in 2009 door Dalens, Touroult & Tavakilian.

## Soorten
Parablabicentrus is monotypisch en omvat slechts de volgende soort:
- Parablabicentrus angustatus (Bates, 1866)